# Tommy Pistol
Aramis Sartorio también conocido como Tommy Pistol (nacido el 2 de julio de 1976) es un actor, director de cine para adultos y cocinero.

## Carrera
Pistol comenzó su carrera como actor de teatro con un grupo de sketch de comedia llamado "Cheese Theater", en la que actuó durante más de una década. Trabajó también en cortometrajes y largometrajes.
Entró en la industria pornográfica a finales de 2005. En primer lugar, fue muy controvertido en sitios web tales como Latina Abuso y Abuso Facial donde causó que las chicas rompieran en llanto en algunas de las escenas que compartieron con él. Más tarde, comenzó a trabajar para Burning Ángel. En 2010 escribió y dirigió la película independiente de terror-comedia The Gruesome Death of Tommy Pistol. En 2013, firmó un contrato con Smash Pictures con el fin de crear y protagonizar una película porno de terror. Fue productor y protagonista de The Unbearable Lightness of Boning, un documental sobre la industria para adultos.

### Música
Tommy Pistol fue cantante de la banda de metalcore AmoreA.

## Vida personal
Pistol nació en Queens, Nueva York, y su verdadero nombre es Aramis Sartorio.

## Premios y nominaciones
- 2006 Premio AVN - Más Escandalosa Escena de Sexo (Re-Penetrator) con Joanna Angel
- 2007 Premio AVN - Mejor Artista Nuevo Masculino.
- De 2012 Premio XBIZ- Actor Masculino Rendimiento del Año (Taxi Driver XXX)[3]
- 2014 xbiz Award - Mejor Actor de reparto (La Tentación de Eva)[4]
- 2014 Premio AVN - Mejor Actor (Evil Head)
- 2015 xbiz Award - Mejor Actor - Parodia (Not the Jersey Boys XXX)[5]
- 2015 xbiz Award - Mejor Escena de Parodia (American Hustle XXX) con Aaliyah Love[5]
- 2016 xbiz Award - Mejor Actor - Parejas-Temática (Salvajes en el Interior)[6]

## Filmografía parcial
- Psico Fiesta De Pijamas (2008)
- Horat: La Sexual Aprendizajes de América para Beneficio de Bella Nación de Kaksuckistan (2008)
- Evil Head (2007)
- La Mala Suerte Betties (2007)
- El XXXorcist (2006) - Padre Merkin
- Avenida X (2006)
- Skater Girl Fiebre (2006)
- Debbie Does Dallas Again - el mismo.